# Mette Poulsen
Mette Poulsen (født 14. juni 1993) er en dansk badmintonspiller. Hun vandt guldmedalje i pigenes double ved det europæisk juniormesterskab i 2011, og bronzemedalje i damesingle ved det europæisk mesterskab 2017. Poulsen hjalp landsholdet med at vinde det europæiske mesterskab for kvinder i 2014, 2016 og 2020.